# Ambient house
Per ambient house si intende una corrente di musicisti, emersa alla fine degli anni ottanta in Inghilterra, ispirati alla musica acid house e a quella ambientale. Sebbene sia caratterizzata da musicisti stilisticamente diversi fra loro, i brani di questa musica presentano spesso ritmi in quattro quarti, suoni riprodotti dai pad di un sintetizzatore, e campionamenti vocali "d'atmosfera". L'ambient house diede un contributo fondamentale agli sviluppi del chillout.

## Storia
Nel 1989, Alex Paterson divenne un DJ residente del nightclub londinese Heaven dove, lavorando nella zona "relax", riproduceva musica di Brian Eno, Pink Floyd e 10CC, accompagnandola con proiezioni video. In seguito Paterson entrò nel progetto musicale The Orb, che traeva ispirazione da musicisti e generi quali gli Yellow Magic Orchestra, Brian Eno, Cluster la musica reggae, e il rock psichedelico degli anni settanta.
Essi inventarono lo stile pubblicando il singolo A Huge Ever Growing Pulsating Brain That Rules from the Centre of the Ultraworld. Nello stesso arco di tempo, i KLF pubblicarono Chill Out, riconosciuto per essere stato uno dei primi album ambient house. Dopo essersi separato dagli Orb, il membro Jimmy Cauty pubblicò Space, mentre Paterson compose il singolo Little Fluffy Clouds. Tutti questi lavori sono considerati importanti per gli sviluppi di questa musica. Nel 1991, gli Orb pubblicarono The Orb's Adventures Beyond the Ultraworld, album includente alcuni dei loro primi singoli. Combinando sintetizzatore Moog ai suoni tratti da svariati campionamenti (corali religiosi, suoni tratti dal lancio dell'astronave Apollo 11, e molti altri) l'album popolarizzò le sonorità "cosmiche" dell'ambient house.
I KLF interruppero la loro carriera nel 1992, anno in cui gli Orb pubblicarono Blue Room, il loro singolo di maggiore successo commerciale. Il brano venne ripubblicato poco tempo dopo in una versione ridotta a diciassette minuti nell'album U.F.Orb, pubblicato nello stesso anno. In seguito all'uscita di Live 93, pubblicato nel 1993, gli Orb interruppero le loro pubblicazioni di musica ambient house per concentrarsi su una musica più "metallica".
L'ambient house venne ripresa da altri numerosi musicisti che includono Biosphere, deadmau5, Mixmaster Morris, Pete Namlook, Deep Space Network, Global Communication e Ultramarine.